# Kövér Margó
A Kövér Margó (észtül: Paks Margareeta) Tallinn hajdani városfalának egyik bástyája. Nevét talán az alakjáról, vagy egyik ágyújáról kapta.
Az 1500-as években épült bástya eredetileg a kikötő védelmét szolgálta, az idők során volt azonban lőpor- és fegyverraktár illetve börtön is. Az építmény átmérője 25 méter, magassága kb. 20 méter.
A bástya jelenleg az Észt Tengerészeti Múzeum épülete, amelynek állandó kiállítása az észt tengerészet és halászat történetét mutatja be.